# Беттикер, Бадд
Бадд Бе́ттикер (англ. Budd Boetticher; 29 июля 1916 — 29 ноября 2001) — американский кинорежиссёр.

## Биография
Родился в богатой семье торговца скобяными изделиями. Рос на Среднем Западе, учился в Университете штата Огайо, где занимался футболом и боксом. После учёбы отправился в Мексику, где изучал искусство корриды. Благодаря случайной встрече с Рубеном Мамуляном получил первую работу в кино — стал техническим консультантом фильма «Кровь и песок» (1941). С 1942 года Беттикер работал по найму на небольших студиях — ставил фильмы категории B, о которых позднее отзывался пренебрежительно. До 1950-х выступал под своим настоящим именем.
Первым успехом Беттикера был фильм «Тореадор и дама» (1951), на съёмки которого его пригласила независимая кинокомпания Джона Уэйна Batjac Productions. В сюжете был использован личный опыт Беттикера по изучению корриды. Для демонстрации в «двойном сеансе» фильм был перемонтирован Джоном Фордом, который сократил его на 37 минут, вырезав большую часть сцен корриды; оригинальная версия была восстановлена киноархивом Калифорнийского университета в последние годы жизни Беттикера.
Настоящего успеха Беттикер добился в жанре вестерна, сняв 7 фильмов, известных как «Ranown Cycle». На этих фильмах с ним постоянно сотрудничали продюсер Гарри Джо Браун, сценарист Бёрт Кеннеди и актёр Рэндольф Скотт; натурные съёмки проходили в окрестностях Лоун-Пайн (Калифорния).
С начала 1960-х Беттикер посвятил себя давней мечте — документальному фильму о своём друге, известном тореадоре Карлосе Аррусе. Он отказывался от выгодных голливудских предложений, терпел унижение и отчаяние, пережил развод, смертельную болезнь, банкротство, заключение в тюрьму и в психбольницу; в довершение всего в результате несчастного случая погибла большая часть съёмочной группы, в том числе сам Арруса. Всё это Беттикер подробно описал в автобиографии «В опале» (When in Disgrace). Документальный фильм «Арруса» вышел в 1971 году.
По возвращении в Голливуд Беттикер начал сотрудничать с Оди Мерфи, который вскоре погиб в авиакатастрофе; вместе они успели сделать всего один фильм, ставший последним художественным фильмом и для Беттикера.

## Награды
- 1952 — номинация на «Оскар» за лучший сценарий («Тореадор и дама»), вместе с Рэем Назарро.

## Избранная фильмография
- 1944 — Одной таинственной ночью / One Mysterious Night
- 1944 — Пропавший присяжный / The Missing Juror
- 1945 — Побег в тумане / Escape in the Fog
- 1948 — За закрытыми дверями / Behind Locked Doors
- 1951 — Тореадор и дама / The Bullfighter and the Lady
- 1952 — Экспресс «Красный шар» / Res Ball Express
- 1952 — Симаррон-кид / The Cimarron Kid
- 1952 — Западные горизонты / Horizons West
- 1953 — Город на дне моря / City Beneath the Sea
- 1953 — Семинолы / Seminole
- 1953 — Человек из Аламо / The Man from the Alamo
- 1953 — Крылья ястреба / Wings of the Hawk
- 1956 — Убийца на свободе / The Killer Is Loose
- 1956 — Семеро должны умереть (В семи трупах отсюда) / Seven Men from Now
- 1957 — Большой страх / The Tall T
- 1957 — Столкновение в Сандауне / Decision at Sundown
- 1958 — Бьюкенен скачет в одиночку / Buchanan Rides Alone
- 1959 — На запад / Westbound
- 1959 — Скачущий в одиночку / Ride Lonesome
- 1960 — Взлёт и падение Легса Даймонда / The Rise and Fall of Legs Diamond
- 1960 — Стоянка команчей / Comanche Station
- 1969 — Время умирать / A Time for Dying